# Conde do Bolhão
Conde do Bolhão é um título nobiliárquico criado por D. Fernando II de Portugal, Regente durante a menoridade de D. Pedro V de Portugal, por Decreto de 9 de Maio de 1855, em favor de António Alves de Sousa Guimarães, antes 1.º Barão do Bolhão.
Titulares
1. António Alves de Sousa Guimarães, 1.º Barão e 1.º Conde do Bolhão.